# Temporada 1956-57 de la NBA
La temporada 1956-57 de la NBA fue la undécima en la historia de la liga. La temporada finalizó con Boston Celtics como campeones (siendo el primero de sus 17 títulos de la NBA) tras ganar a St. Louis Hawks por 4-3. 

## Aspectos destacados
- El All-Star Game de la NBA de 1957 se disputó en Boston, Massachusetts, con victoria del Este sobre el Oeste 109-97. El ídolo local Bob Cousy, de Boston Celtics, fue galardonado con el MVP del partido.

## Clasificaciones
| Equipo                | V  | D  | %V   | P |
| --------------------- | -- | -- | ---- | - |
| Boston Celtics C      | 44 | 28 | .611 | - |
| Syracuse Nationals    | 38 | 34 | .528 | 6 |
| Philadelphia Warriors | 37 | 35 | .514 | 7 |
| New York Knicks       | 36 | 36 | .500 | 8 |

| Equipo             | V  | D  | %V   | P |
| ------------------ | -- | -- | ---- | - |
| St. Louis Hawks    | 34 | 38 | .472 | - |
| Minneapolis Lakers | 34 | 38 | .472 | - |
| Fort Wayne Pistons | 34 | 38 | .472 | - |
| Rochester Royals   | 31 | 41 | .431 | 3 |

* V: Victorias
* D: Derrotas
* %V: Porcentaje de victorias
* P: Partidos de diferencia respecto a la primera posición
* C: Campeón

## Playoffs
|  | Primera Ronda     | Primera Ronda | Primera Ronda |             |   | Finales de Conferencia | Finales de Conferencia | Finales de Conferencia |  |    | Finales NBA | Finales NBA | Finales NBA |  |
|  |                   |               |               |             |   |                        |                        |                        |  |    |             |             |             |  |
|  |                   |               |               |             |   |                        |                        |                        |  |    |             |             |             |  |
|  |                   |               |               |             |   |                        |                        |                        |  |    |             |             |             |  |
|  |                   |               |               |             |   |                        |                        |                        |  |    |             |             |             |  |
|  |                   |               |               |             |   |                        |                        |                        |  |    |             |             |             |  |
|  |                   | 1             | St. Louis     | 3           |   |                        |                        |                        |  |    |             |             |             |  |
|  | Conferencia Oeste | 1             | St. Louis     | 3           |   |                        |                        |                        |  |    |             |             |             |  |
|  |                   |               | 2             | Minneapolis | 0 |                        |                        |                        |  |    |             |             |             |  |
|  | 3                 | Fort Wayne    | 2             | Minneapolis | 0 | 0                      |                        |                        |  |    |             |             |             |  |
|  | 3                 | Fort Wayne    |               |             |   |                        |                        |                        |  |    |             |             |             |  |
|  | 2                 | Minneapolis   | 2             |             |   |                        |                        |                        |  |    |             |             |             |  |
|  | 2                 | Minneapolis   | 2             |             |   |                        |                        |                        |  | O1 | St. Louis   | 3           |             |  |
|  |                   |               |               |             |   |                        |                        |                        |  | O1 | St. Louis   | 3           |             |  |
|  |                   |               | E1            | Boston      | 4 |                        |                        |                        |  |    |             |             |             |  |
|  |                   |               | E1            | Boston      | 4 |                        |                        |                        |  |    |             |             |             |  |
|  |                   |               |               |             |   |                        |                        |                        |  |    |             |             |             |  |
|  |                   |               |               |             |   |                        |                        |                        |  |    |             |             |             |  |
|  |                   | 1             | Boston        | 3           |   |                        |                        |                        |  |    |             |             |             |  |
|  | Conferencia Este  | 1             | Boston        | 3           |   |                        |                        |                        |  |    |             |             |             |  |
|  |                   |               | 2             | Syracuse    | 0 |                        |                        |                        |  |    |             |             |             |  |
|  | 3                 | Philadelphia  | 2             | Syracuse    | 0 | 0                      |                        |                        |  |    |             |             |             |  |
|  | 3                 | Philadelphia  |               |             |   |                        |                        |                        |  |    |             |             |             |  |
|  | 2                 | Syracuse      | 2             |             |   |                        |                        |                        |  |    |             |             |             |  |
|  | 2                 | Syracuse      | 2             |             |   |                        |                        |                        |  |    |             |             |             |  |
|  |                   |               |               |             |   |                        |                        |                        |  |    |             |             |             |  |

## Estadísticas
| Categoría                    | Jugador       | Equipo                | Estadísticas |
| ---------------------------- | ------------- | --------------------- | ------------ |
| Puntos por partido           | Paul Arizin   | Philadelphia Warriors | 25.6         |
| Rebotes por partido          | Bill Russell  | Boston Celtics        | 19.6         |
| Asistencias por partido      | Bob Cousy     | Boston Celtics        | 7.5          |
| Porcentaje de tiros de campo | Neil Johnston | Philadelphia Warriors | 44.7         |
| Porcentaje de tiros libres   | Bill Sharman  | Boston Celtics        | 90.5         |

## Premios
- MVP de la Temporada
  -  Bob Cousy (Boston Celtics)
- Rookie del Año
  -  Tom Heinsohn (Boston Celtics)

| - Mejor Quinteto de la Temporada - Paul Arizin, Philadelphia Warriors - Bob Pettit, St. Louis Hawks - Bob Cousy, Boston Celtics - Bill Sharman, Boston Celtics - Dolph Schayes, Syracuse Nationals | - 2.º Mejor Quinteto de la Temporada - Dick Garmaker, Minneapolis Lakers - Maurice Stokes, Rochester Royals - Neil Johnston, Philadelphia Warriors - Slater Martin, St. Louis Hawks - George Yardley, Fort Wayne Pistons |